# Moritz von Obernitz
Moritz Karl Heinrich Gottfried von Obernitz (* 22. Juli 1785 in Preußisch Holland; † 4. Mai 1870 in Machnitz) war ein preußischer Offizier und Ritter des Ordens Pour le Mérite sowie Großagrarier.

## Leben

### Herkunft
Er entstammte dem Uradelsgeschlecht von Obernitz und zählte für sich und seine Nachkommen zum Ast Machnitz der Linie Neidenberga. Seine Eltern waren der spätere preußische Generalmajor Moritz August von Obernitz (1743–1823) und dessen Ehefrau Justine Lukretia Maria, geborene von Helden-Gonserowsky (1756–1818).

### Militärkarriere
Obwohl er Erbe der umfangreichen Familiengüter war, trat Obernitz zunächst in den preußischen Militärdienst ein. Er wurde Infanterist im Regiment Courbière zu Fuß und war 1806 bei Ausbruch des Krieges gegen Frankreich Secondeleutnant. In dem für Preußen so unglücklichen Kriegsgeschehen gehörte sein Regiment zu den Verteidigern der Festung Danzig, die sich im Gegensatz zu vielen anderen preußischen Festungen nicht alsbald ergab, sondern heftigen Widerstand leistete. Obernitz und das Regiment „Courbiere“ zeichneten sich bei den Abwehrkämpfen besonders aus. Bei einem Ausfall in der Nacht vom 29. auf den 30. April 1807 kämpfte das Regiment und mit ihm Obernitz so bravourös, dass dies in einer Parole vom 30. April besonders hervorgehoben wurde. Dort heißt es u. a.: ....., Parolebefehl vom 30. 4. ....Treulich hat Major vom Kamptz mit seiner Kolonne (dies) ausgeführt. S.E. statten ihm Ihren Dank ab, sowie sämtliche Offiziers, die unter ihm hinausgegangen sind, dem braven Bataillon von Courbiere, ..... . Namentlich bemerken Sie als bei dieser Kolonne dem König besonders empfohlen zu werden, würdig: .... den Lieutenant von Obernitz vom Regiment Courbiere..... Zu Obernitz heißt es in einem weiteren Vermerk: ,.....Zeichnete sich beim Ausfall in der Nacht vom 29. auf den 30. April durch Entschlossenheit und Bravour sowie durch kaltblütige Besonnenheit aus. Obernitz gehörte zu den Anfang Juni 1807 vom König mit dem Pour le Mérite ausgezeichneten Offizieren. Obernitz diente zunächst weiter in der Preußischen Armee, schied aber bald als Hauptmann aus dem aktiven Dienst aus.

### Zivilleben
Nach seinem Abschied bewirtschafte er seinen umfangreichen landwirtschaftlichen Besitz. Er wandelte die Stammgüter seiner Linie, Machnitz und Burgwitz in einen Fideikommiss um, behielt aber die weiteren Güter Klein-Schwundnig, Bentkau, Maltschawe und das Vorwerk Obernitz, Landkreis Trebnitz als ungebundenen Besitz.

### Familie
Obernitz war zweimal verheiratet. Zunächst ab 11. Juni 1811 mit Beate von Diebitsch (1787–1827). Diese Ehe blieb kinderlos. Nach ihrem Tod ehelichte er am 27. Juni 1830 Julie von Keltsch (1800–1842). Aus dieser Ehe gingen zwei Söhne hervor.